# Cumhal
Cumhal, Cumal, niekiedy Coul, Cool – w mitologii irlandzkiej wybitny wódz zastępu Fianna i naczelnik klanu Baiscne, ojciec feniańskiego bohatera Fionna. 
Według najbardziej znanej wersji legendy, Cumhal starał się o rękę córki druida Tadga mac Nuadata – Muirne, lecz bez skutku. Uprowadził więc dziewczynę, a Tadg odwołał się w tej sprawie do Wysokiego Króla, Conna Stu Bitew, który wydał wojnę Cumhalowi. Cumhal zginął w bitwie zabity przez Golla mac Morna, lecz Muirne była już w ciąży i wkrótce miał narodzić się Finn.